# ラクモス山
ラクモス山（ギリシア語: Λάκμος、Lakmos）は、ギリシャのヨアニナ県とトリカラ県の境界にある山。ピンドス山脈の一郭をなす。最高地点はペリステリ峰の2,295メートル。西のクラプシ村から東のメトソヴォまで、およそ20キロメートルにわたって連なる山塊である。南にズメルカ山（アタマニカ山）、北にリグコス山、西にメトシケリ山が位置する。ラクモス山の北、西、南はアラフトス川水系、東はアヘロオス川水系となる。
最も近い町は北東方向に位置するメトソヴォである。そのほか南東にアントゥーサ、北にアントホリ、西にメガリ・ゴティスタ、南西にヴァティペドの各村落がある。エグナティア高速道路（イグメニツァ - ヨアニナ - コザニ - テッサロニキ - アレクサンドルーポリ）が山塊の北を通る。